# Valentin Schäfer (Politiker, 1882)

Valentin Schäfer

Valentin Schäfer (* 28. Mai 1882 in Dörnbach; † 20. Februar 1938 in Frankfurt am Main) war ein deutscher Politiker (SPD).
Nach dem Besuch der Volksschule in den Jahren 1888 bis 1895 erlernte Schäfer das Maurerhandwerk. 1911 heiratete er. 1914 wurde er Angestellter des Deutschen Bauarbeiterverbandes in Saarbrücken.
Als Mitglied der Sozialdemokratischen Partei Deutschlands amtierte Schäfer von Juni 1914 bis 1920 als Vorsitzender der SPD-Parteigruppe im Wahlkreis Saarbrücken und danach als Vorsitzender der Sozialdemokratischen Partei des Saargebietes. Während der Novemberrevolution von 1918 wurde er Vorsitzender des Arbeiter- und Soldatenrates in Saarbrücken und Delegierter beim Reichsrätekongress.
Von Januar 1919 bis Juni 1920 saß Schäfer als Vertreter des Wahlkreises 21 (Regierungsbezirk Koblenz und Trier) in der Weimarer Nationalversammlung. Von 1921 bis 1924 gehörte er noch dem Preußischen Landtag an, danach zog er sich zunehmend aus der Politik zurück.